# Літчфілд (Мен)
Літчфілд (англ. Litchfield) — місто (англ. town) в США, в окрузі Кеннебек штату Мен. Населення — 3586 осіб (2020).

## Демографія
Згідно з переписом 2010 року, у місті мешкали 3624 особи в 1441 домогосподарстві у складі 1036 родин. Було 1861 помешкання
Расовий склад населення:
| - 97,0 % — білих - 0,8 % — чорних або афроамериканців - 0,3 % — корінних американців - 0,2 % — азіатів |

До двох чи більше рас належало 1,4 %. Частка іспаномовних становила 0,9 % від усіх жителів.
За віковим діапазоном населення розподілялося таким чином: 21,5 % — особи молодші 18 років, 66,1 % — особи у віці 18—64 років, 12,4 % — особи у віці 65 років та старші. Медіана віку мешканця становила 43,0 року. На 100 осіб жіночої статі у місті припадало 96,7 чоловіків;  на 100 жінок у віці від 18 років та старших — 97,0 чоловіків також старших 18 років.
Середній дохід на одне домашнє господарство  становив 86 096 доларів США (медіана — 69 706), а середній дохід на одну сім'ю — 92 258 доларів (медіана — 80 833). Медіана доходів становила 59 615 доларів для чоловіків та 39 696 доларів для жінок. За межею бідності перебувало 6,5 % осіб, у тому числі 8,1 % дітей у віці до 18 років та 6,0 % осіб у віці 65 років та старших.
Цивільне працевлаштоване населення становило 1865 осіб. Основні галузі зайнятості: освіта, охорона здоров'я та соціальна допомога — 27,7 %, роздрібна торгівля — 13,6 %, виробництво — 11,3 %.